# Élections législatives de 1898 dans l'Ariège
Les élections législatives de 1898 ont eu lieu les 8 et 22 mai 1898.

## Résultats à l'échelle du département
| Partis         | Partis                     | Premier tour | Premier tour | Deuxième tour | Deuxième tour | Sièges |
| Partis         | Partis                     | Voix         | %            | Voix          | %             | Sièges |
| -------------- | -------------------------- | ------------ | ------------ | ------------- | ------------- | ------ |
|                | Radicaux                   | 26 505       | 50,89        | 26 562        | 72,96         | 2      |
|                | Républicains progressistes | 17 244       | 33,11        | 9 844         | 27,04         | 1      |
|                | Radicaux-socialistes       | 8 333        | 16,00        |               |               | 0      |
|                |                            |              |              |               |               |        |
| Inscrits       | Inscrits                   | 74 348       | 100,00       | 49 331        | 100,00        | 3      |
| Votants        | Votants                    | 52 601       | 70,75        | 36 438        | 73,86         |        |
| Abstentions    | Abstentions                | 21 747       | 29,25        | 12 893        | 26,14         |        |
| Blancs et nuls | Blancs et nuls             | 519          | 0,99         | 32            | 0,09          |        |
| Exprimés       | Exprimés                   | 52 082       | 99,01        | 36 406        | 99,91         |        |

## Résultats par arrondissement

### Arrondissement de Foix
| Candidat       | Candidat           | Parti              | Premier tour | Premier tour |
| Candidat       | Candidat           | Parti              | Voix         | %            |
| -------------- | ------------------ | ------------------ | ------------ | ------------ |
|                | Théophile Delcassé | Radical            | 9 226        | 52,54        |
|                | Raoul Lafagette    | Radical-socialiste | 8 333        | 47,46        |
|                |                    |                    |              |              |
| Inscrits       | Inscrits           | Inscrits           | 24 871       | 100,00       |
| Votants        | Votants            | Votants            | 17 771       | 71,45        |
| Abstention     | Abstention         | Abstention         | 7 100        | 28,55        |
| Blancs et nuls | Blancs et nuls     | Blancs et nuls     | 212          | 1,19         |
| Exprimés       | Exprimés           | Exprimés           | 17 559       | 98,81        |

### Arrondissement de Pamiers
| Candidat       | Candidat        | Parti                    | Premier tour | Premier tour | Deuxième tour | Deuxième tour |
| Candidat       | Candidat        | Parti                    | Voix         | %            | Voix          | %             |
| -------------- | --------------- | ------------------------ | ------------ | ------------ | ------------- | ------------- |
|                | Julien Dumas    | Républicain progressiste | 6 744        | 39,29        | 9 844         | 54,08         |
|                | Albert Tournier | Radical                  | 5 872        | 34,21        | 8 360         | 45,92         |
|                | Roubichon       | Républicain progressiste | 4 549        | 26,50        |               |               |
|                |                 |                          |              |              |               |               |
| Inscrits       | Inscrits        | Inscrits                 | 24 346       | 100,00       | 24 195        | 100,00        |
| Votants        | Votants         | Votants                  | 17 327       | 71,17        | 18 230        | 75,35         |
| Abstention     | Abstention      | Abstention               | 7 019        | 28,83        | 5 965         | 24,65         |
| Blancs et nuls | Blancs et nuls  | Blancs et nuls           | 162          | 0,93         | 26            | 0,14          |
| Exprimés       | Exprimés        | Exprimés                 | 17 165       | 99,07        | 18 204        | 99,86         |

### Arrondissement de Saint-Girons
| Candidat       | Candidat            | Parti                    | Premier tour | Premier tour | Deuxième tour | Deuxième tour |
| Candidat       | Candidat            | Parti                    | Voix         | %            | Voix          | %             |
| -------------- | ------------------- | ------------------------ | ------------ | ------------ | ------------- | ------------- |
|                | Henri Bernère       | Radical                  | 8 310        | 47,93        | 9 050         | 49,72         |
|                | Joseph Sentenac     | Républicain progressiste | 5 931        | 34,21        |               |               |
|                | Léon Galy-Gasparrou | Radical                  | 3 097        | 17,86        | 9 152         | 50,28         |
|                |                     |                          |              |              |               |               |
| Inscrits       | Inscrits            | Inscrits                 | 25 131       | 100,00       | 25 136        | 100,00        |
| Votants        | Votants             | Votants                  | 17 503       | 69,65        | 18 208        | 72,44         |
| Abstention     | Abstention          | Abstention               | 7 628        | 30,35        | 6 928         | 27,56         |
| Blancs et nuls | Blancs et nuls      | Blancs et nuls           | 165          | 0,94         | 6             | 0,03          |
| Exprimés       | Exprimés            | Exprimés                 | 17 338       | 99,06        | 18 202        | 99,97         |